# Music Player Daemon
Der Music Player Daemon (kurz MPD) ist ein Systemdienst, der das Abspielen von Audiodateien auf einem Computer ermöglicht. Das Programm läuft unter Linux und Windows und unterscheidet sich von gewöhnlichen Musik-Abspielprogrammen durch eine strikte Trennung von Benutzeroberfläche und Programmkern.
Dadurch ist die Benutzerschnittstelle auswechselbar, und auch eine Fernsteuerung des Programms über das Netzwerk ist möglich. Die Schnittstelle zwischen Client (siehe unten) und Server ist offen dokumentiert, und der Music Player Daemon selbst ist freie und quelloffene Software.

## Einsatzmöglichkeiten
Der MPD kann wegen seines geringen Ressourcenverbrauchs nicht nur auf gewöhnlichen Desktoprechnern, sondern auch auf einem von der Rechenleistung her schwachen Netzwerkgerät mit Audioausgang betrieben werden und von allen Computern oder auch Mobiltelefonen / PDAs im Netzwerk ferngesteuert werden. 
Es ist auch möglich, den Daemon und den Client zur Fernsteuerung lokal auf demselben Rechner zu betreiben, er fungiert dann als normaler Medienspieler, der jedoch von einer Vielzahl unterschiedlicher Clients angesteuert werden kann, die sich in Oberflächengestaltung und Zusatzfunktionen unterscheiden. Mittlerweile existieren auch zahlreiche Clients, die eine Webschnittstelle bereitstellen.

## Funktionsumfang
Der MPD spielt unter anderem die Audioformate Vorbis, Opus, FLAC, OggFLAC, MP2, MP3, MP4/AAC, Mod, Musepack, wave und WavPack ab. Dank optionaler FFmpeg-Unterstützung können auch viele weitere Formate wiedergegeben werden. Zudem können FLAC-, OggFLAC-, MP3- und OggVorbis-HTTP-Streams abgespielt werden. Die Kontrollschnittstelle kann auch ohne manuelle Konfiguration mit der Zeroconf-Technik angesteuert werden. Des Weiteren werden Replay Gain, unterbrechungsfreie Wiedergabe, Crossfading und das Einlesen von Metadaten aus ID3-Tags, Vorbis comments oder der MP4-Metadatenstruktur unterstützt.

## Clients
Der Client ist die Benutzerschnittstelle, mit der der Benutzer direkt interagiert und beispielsweise bestimmte Lieder in die "Warteschlange" einreiht und diese dann abspielt. Neben "grafischen" Clients, die Icons, Fotos und eine Aufteilung des Bildschirms bieten, gibt es auch befehlszeilenbasierte Clients, die lediglich mit textbasierten Befehlen in einer Konsole arbeiten. Zudem gibt es webbasierte Oberflächen und Clients für Smartphones.

### Grafische Clients
- Cantata läuft auf Windows, macOS und Linux und verwendet Qt 5, um die Bibliothek oder die Abspielliste zu steuern. Cantata wird seit 2022 nicht mehr weiterentwickelt. Weitere Zusatzfunktionen sind ein Tageditor und die Möglichkeit, Albenhüllen und Liedtexte automatisch aus dem Internet zu laden.[3] Cantata hat eine gewisse Verbreitung dadurch erfahren, dass der Client von Oktober 2017 bis April 2020[4] der Standard-Audiospieler der Linux-Distribution Kubuntu war, als er den Audiospieler Amarok ersetzte.[5]
- Gnome Music Player Client (kurz: GMPC) ist ein Client, der unter Windows, Linux, MacOS X und Unix läuft.[6] Als grafische Benutzerschnittstelle nutzt er das GTK+ Toolkit in Version 2. Es handelt sich dabei um einen relativ schlanken Client, welcher auch nur zum Steuern des MPD-Servers gedacht ist. Da das Projekt bereits 2003 gestartet wurde, ist GMPC der älteste grafische Client, der stets aktiv weitergepflegt wird.

## Einzelbelege
1. ↑  Release 0.23.17. 29. Januar 2025 (abgerufen am 25. Februar 2025).
2. ↑  MPD 0.18 released.
3. ↑  Erik Bärwaldt: Musik im Intranet mit MPD und Cantata streamen. In: LinuxUser 03/2018. 18. November 2024, abgerufen am 3. Dezember 2024.
4. ↑  FocalFossa/ReleaseNotes/Kubuntu. In: Ubuntu Wiki. Abgerufen am 14. Mai 2020.
5. ↑  Hans-Joachim Baader: Ubuntu 17.10 freigegeben. In: Pro-Linux. 19. Oktober 2017, abgerufen am 16. März 2018.
6. ↑  Marcus Nasarek: Raspberry Pi zur Miniatur-Musikzentrale ausbauen. In: LinuxUser 07/2013. 18. September 2024, abgerufen am 3. Dezember 2024.